# Johnny Vazquez
Johnny Vasquez är en salsadansare, född i Mexiko. Han är elev och yngre bror till Francisco Vasquez. Johnny Vasquez flyttade till Los Angeles med sin familj vid fjorton års ålder och har blivit en av LA-stilens främsta artister, med särskilt stark utstrålning och ett energiskt danssätt. Av Eddie Torres har han blivit kallad "The Prince of Salsa" (sv.: salsans prins).